# Catarina Taborda
Catarina Rafael Mendonça Taborda (Portugal, 7 de novembro de 1989) é uma política guineense. Foi Secretária de Estado do Turismo e Artesanato no governo de Aristides Gomes.
É membro e vice-presidente do Partido da Convergência Democrática. Desempenhou as funções de Directora Geral do Artesanato, Diretora de Serviços de Promoção e Eventos do Turismo, e consultora na empresa internacional Grand Thornton, é licenciada em Comércio.